# Asiagomphus giza
Asiagomphus giza – gatunek ważki z rodziny gadziogłówkowatych (Gomphidae). Został opisany w 2005 roku przez Keitha D.P. Wilsona. Holotypem jest samica odłowiona w lipcu 1998 roku. Miejsce typowe to Mulun w regionie autonomicznym Kuangsi w południowych Chinach.